# GEZAN
GEZAN（げざん）は日本のロックバンド。現在の主な活動拠点は東京。

## メンバー
- ボーカル：マヒトゥ・ザ・ピーポー
- ギター：イーグル・タカ
- ベース：ヤクモア
- ドラム：石原ロスカル

これまで在籍していたメンバー
- ドラム：シャーク・安江（2016年8月31日脱退）
- ベース：カルロス・尾崎（2020年末脱退）

## 経歴
2009年、大阪で結成。難波BEARSを中心として関西の音楽シーンにおいて活動を行う。結成時は「下山(Gezan)」という表記であった。
2012年、フジロックフェスティバルの新人公募ステージ「ROOKIE A GO-GO」への参加を機に活動拠点を東京へ移す。
バンドとしてテニスコーツをはじめ多くの共演者と勢力的に活動を行っている。
ボーカルのマヒトゥ・ザ・ピーポーにおいてはバンドだけでなく、ソロでの活動、青葉市子とのユニット"NUUAMM"など活躍の場を広げている。
2016年8月31日付で、シャーク・安江が脱退し、バンドは活動休止となる。
2018年7月16日、マヒトゥ・ザ・ピーポーが月曜から夜ふかしに出演。

## 作品

### 参加
- 『THE STREET SLIDERS ”On The Street Again -Tribute & Origin-“」ストリート・スライダーズのデビュー40周年記念トリビュート盤（Disk1）（2023年3月22日）収録曲「Tokyo Junk」をカバー

## ミュージックビデオ
| 監督     | 曲名                                                 |
| 加藤マニ | 「瘡蓋と爆撃機」「癲癇する大脳たち」                 |
| 川口潤   | 「言いたいだけのVOID」                               |
| 不明     | 「School Of Fuck」「八月のメフィストと」「MAN 麻疹」 |